# Rudolf Seifert (Zoologe)
Rudolf Seifert (* 17. September 1903 in Breslau; † 11. Dezember 1952) war ein deutscher Zoologe und Hochschullehrer.
Seifert wurde mit der Arbeit Raumorientierung und Phototaxis der anostraken Euphylopoden an der Universität Greifswald promoviert. Er war dort von 1928 bis 1945 als Assistent tätig. Ab 1936 übernahm er kommissarisch die Funktion des Institutsdirektors. Im Zweiten Weltkrieg hielt er den Lehrbetrieb der Biologie an der Greifswalder Universität weitgehend alleine aufrecht. Er wurde dort 1952, kurz vor seinem Tod, zum Institutsdirektor ernannt.